# Cardamine macrocarpa
Cardamine macrocarpa là một loài thực vật có hoa trong họ Cải. Loài này được Brandegee mô tả khoa học đầu tiên năm 1907.